# Gościęcice
Gościęcice (niem. Mehltheuer) – wieś w Polsce położona w województwie dolnośląskim, w powiecie strzelińskim, w gminie Strzelin.
Miejscowość znana jest z tego, że znajduje się w niej jedno z większych w Polsce skupisk sprowadzonych w średniowieczu przez michów kasztanowców jadalnych. Kolonia liczy ok. 170 drzew.

## Podział administracyjny
W latach 1975–1998 miejscowość administracyjnie należała do województwa wrocławskiego.
15 marca 1984 część wsi (29,43 ha) włączono do Strzelina.

## Szlaki turystyczne
- Czerwony:  Strzelin – Szańcowa – Gościęcice Średnie – Skrzyżowanie pod Dębem – Gromnik – Dobroszów – Kalinka – Skrzyżowanie nad Zuzanką – Źródło Cyryla – Ziębice – Lipa – Rososznica – Stolec – Cierniowa Kopa – Kolonia Bobolice – Kobyla Głowa – Karczowice – Podlesie – Ostra Góra – Starzec – Księginice Wielkie – Sienice – Łagiewniki – Oleszna – Przełęcz Słupicka – Sulistrowiczki – Ślęża – Sobótka[6]